# Eric Murphy
Eric Murphy (...) è un giocatore di football americano statunitense naturalizzato svedese che gioca nel ruolo di defensive back per gli Örebro Black Knights.
È fratello gemello di Josh Murphy, anche lui in precedenza giocatore (poi allenatore) dei Black Knights.

## Palmarès
- 1 SM-Final (Örebro Black Knights, 2021)